# La Antorcha de la Amistad (San Antonio)
La Antorcha de la Amistad es una monumental escultura abstracta del escultor mexicano Sebastián, instalada en el centro de la ciudad de San Antonio, en el estado estadounidense de Texas. La obra fue encargada por un grupo de empresarios mexicanos residentes en los Estados Unidos y amigos de México, y presentada como un regalo del gobierno mexicano a la ciudad de San Antonio en 2002. Fue presentada el 27 de junio de 2002 por el artista, el alcalde Edward D. Garza, y el entonces Secretario de Relaciones Exteriores de México Jorge Castañeda Gutman.

## Descripción

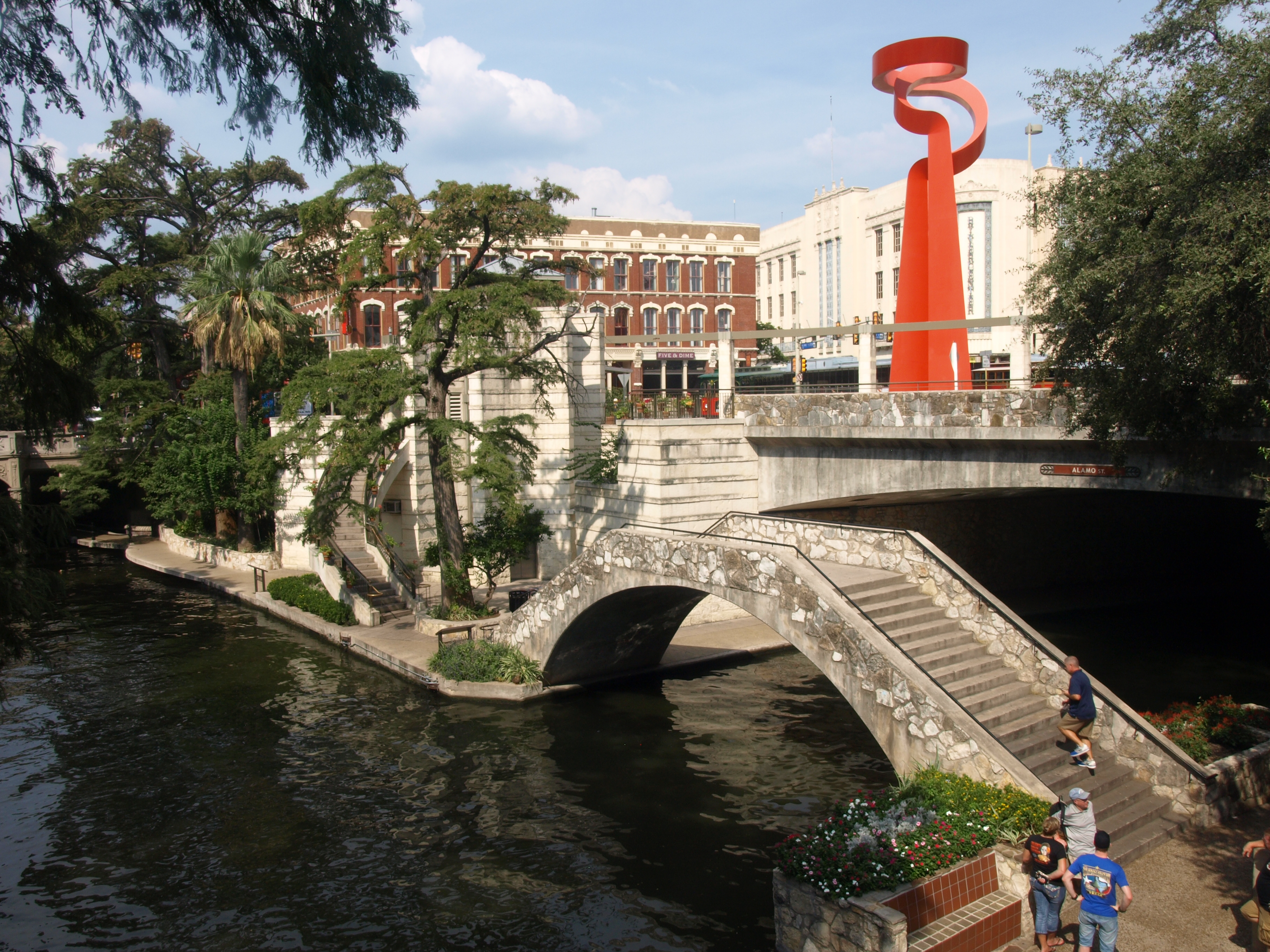
Vista del monumento desde el Río San Antonio.

La escultura mide aproximadamente 20 metros de alto y pesa más de 45 toneladas (40.800 kg). El medio es hierro esmaltado. Está ubicado en el medio de una rotonda de tráfico (la intersección de las calles Lasoya, Commerce, Market y Álamo) en el centro de San Antonio, una zona conocida por los turistas internacionales por el Paseo del Río y la Misión de El Álamo.

## Fundadores
El grupo que lo encargó, la Asociación de Empresarios Mexicanos, una organización sin fines de lucro compuesta por empresarios y profesionales mexicano-estadounidenses, trabajó con el consulado de México y la alcaldía de la ciudad de San Antonio para hacer de la escultura un símbolo de cooperación y cultura compartida entre el país y la ciudad.

## Simbolismo y diseño

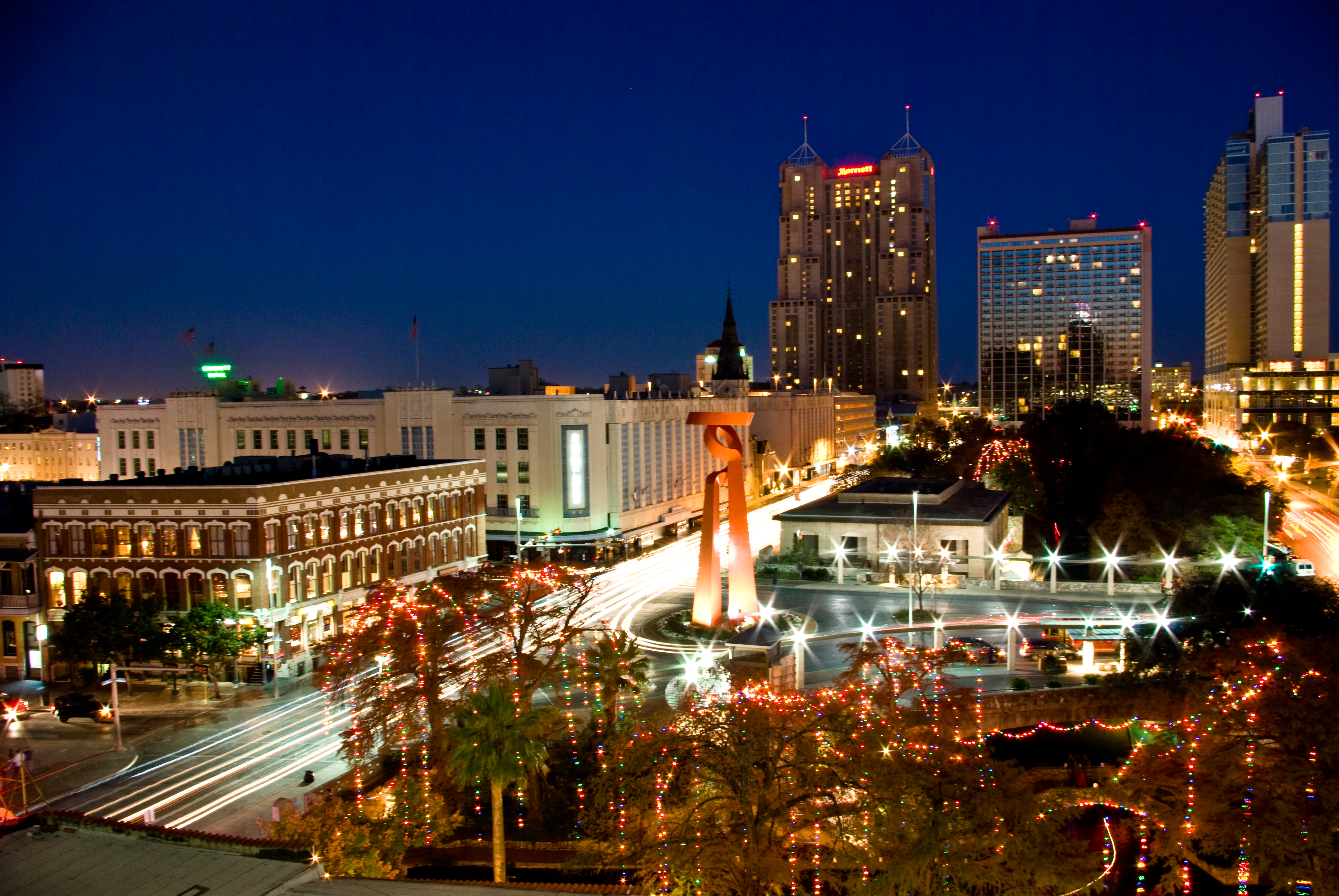
Vista del monumento con la plaza decorada para la Navidad.

La escultura tiene dos postes que se elevan en ángulos no paralelos. Los postes parecen surgir directamente hasta que se curvan individualmente y se retuercen antes de encontrarse en el punto más alto de la escultura. La escultura se ilumina constantemente con colores y patrones de luz variables en diferentes períodos del año. La escultura es geométrica pero no parece formar ningún ángulo estrictamente recto. Desde cada ángulo que rodea la escultura, la forma en la parte superior parece ser de una escultura diferente. Debido a la ubicación, la única perspectiva que a menudo es inaccesible es la que está debajo de la escultura, ya que está ubicada en una rotonda ubicada en una intersección de tráfico concurrida.
El propio artista describe los conceptos de la escultura como una antorcha que surge del suelo, y como una simbolización de dos actores diferentes: los Estados Unidos y México, que se unen. Los comentarios del artista y principal organizador de la puesta en marcha de esta obra, Alejandro Quiroz, hacen que el significado de la escultura sea un símbolo de las relaciones bilaterales internacionales complejas. La escultura representa 2 culturas, 2 idiomas y 2 caminos convergiendo en uno solo.
Aunque al principio generó controversia, en la actualidad es uno de los íconos de San Antonio.